# The Clincher
«The Clincher» es una canción de la banda estadounidense de metal alternativo Chevelle. Fue lanzado el 25 de enero de 2005 como el segundo sencillo de su tercer álbum de estudio This Type of Thinking (Could Do Us In) (2004).
La canción aparece en la banda sonora de los videojuegos Madden NFL 2005 y Guitar Hero Live.

## Antecedentes
La canción habla de la claustrofobia, como lo confirmó Sam Loeffler. A pesar de esto, muchas personas todavía infieren erróneamente que la canción es la versión de la banda de La pasión de Cristo, debido a letras como "helped to nail down" que hacen referencia a la crucifixión.

## Posicionamiento en lista
| Lista (2005)                            | Posición |
| --------------------------------------- | -------- |
| Estados Unidos (Alternative Airplay)    | 8        |
| Estados Unidos (Bubbling Under Hot 100) | 8        |
| Estados Unidos (Mainstream Rock)        | 3        |